# 岩手県道172号盛岡鶯宿温泉線
岩手県道172号盛岡鶯宿温泉線（いわてけんどう172ごう もりおかおうしゅくおんせんせん）は、岩手県盛岡市から同県岩手郡雫石町に至る一般県道である。

## 概要
盛岡市中心部から御所ダム・つなぎ温泉・鶯宿温泉への主要道路。かつては盛岡市中太田字屋敷田地区が起点だったが、県道16号盛岡環状線のルート変更に伴い当線の起点は「盛岡市猪去字三枚橋（滝太橋南T字路）」へ移動した。

### 路線データ
- 起点：盛岡市猪去字三枚橋（岩手県道16号盛岡環状線交点）
- 終点：雫石町鶯宿（鶯宿温泉前）

## 路線状況

### 重複区間
- 岩手県道162号紫波雫石線・矢櫃ダム方面（雫石町西安庭字町場 - 雫石町西安庭字戸沢）
- 岩手県道1号盛岡横手線（雫石町西安庭字天沼 - 雫石町南畑字舛沢）

## 地理

### 通過する自治体
- 盛岡市
- 岩手郡雫石町

### 交差する道路
- 岩手県道16号盛岡環状線（盛岡市猪去字三枚橋）
- 岩手県道258号繋温泉線（盛岡市繋字舘市）
- 岩手県道162号紫波雫石線 矢櫃ダム方面（雫石町西安庭字町場）
（県道162号と重複）
- 岩手県道162号紫波雫石線 雫石駅方面（雫石町西安庭字戸沢・御所大橋南T字路）
- 岩手県道1号盛岡横手線 盛岡方面（雫石町西安庭字天沼・天沼橋南T字路）
（県道1号と重複）
- 岩手県道1号盛岡横手線 西和賀町方面（雫石町南畑字舛沢）